# Ulf-Dietrich Korn
Ulf-Dietrich Johannes Gotthilf Korn (* 8. Oktober 1936 in Magdeburg; † 14. Mai 2019 in Münster) war ein deutscher Kunsthistoriker, Denkmalpfleger und Heraldiker.

## Leben
Geboren wurde er als Sohn des Staatsarchivrates Otto Korn. Er besuchte Gymnasien in Leer/Ostfriesland, Düsseldorf und Münster. Danach begann er eine Schreinerlehre, die er bereits nach einem Jahr abbrach. Es folgte ein Studium der Architektur und Kunstgeschichte an der TH Stuttgart und den Universitäten Hamburg, Rom und Münster. Am 3. Januar 1964 heiratete er Ute Elisabeth Zeller, mit der er zwei Söhne hatte. 1966 wurde er zum Dr. phil. promoviert, 1966 bis 1968 war er Assistent am kunsthistorischen Institut der TH Stuttgart, seit 1968 am Westfälischen Landesamt für Denkmalpflege, 1975 Landesoberverwaltungsrat und 1977 Oberkonservator. Er war in mehreren kulturgeschichtlichen Vereinigungen engagiert.

## Heraldisches Schaffen
Ulf-Dietrich Korn war Schöpfer zahlreicher, meist ostfriesischer Kommunalwappen und zahlreicher Familienwappen.
Außerdem war er seit dem 15. Oktober 1959 Mitglied des Herold.

## Veröffentlichungen (Auswahl)
- Die romanische Farbverglasung von St. Patrokli in Soest. Aschendorff, Münster 1967 (Dissertation).
- Scheiben und Scherben. Glasmalereifragmente in Göttingen. In: Niederdeutsche Beiträge zur Kunstgeschichte 8 (1969), S. 93–108.
- Die romanischen Glasmalerei-Fragmente aus Sieverstedt bei Flensburg: In: Rüdiger Becksmann, Ulf-Dietrich Korn, Johannes Zahlten (Hrsg.): Beiträge zur Kunst des Mittelalters. Festschrift für Hans Wentzel zum 60. Geburtstag. Berlin 1975, S. 115–126.
- Die Glasmalereien (= Kloster Wienhausen 5). Wienhausen 1975.
- Die Glasmalereien aus St. Viti in der Heiligen-Geist-Kapelle zu Uelzen. Uelzen 1981.
- mit Ursula Quednau: Die Westrose der ehemaligen Zisterzienserkirche zu Marienfeld. In: Deutsche Kunst und Denkmalpflege 44 (1986), S. 38–41.
- mit Rüdiger Becksmann: Die mittelalterlichen Glasmalereien in Lüneburg und den Heideklöstern (= Corpus vitrearum medii aevi Deutschland 7,2). Deutscher Verlag für Kunstwissenschaft, Berlin 1992.
- Bücken – Legden – Lohne. Überlegungen zur norddeutschen Glasmalereien um die Mitte des 13. Jahrhunderts. In: Rüdiger Becksmann (Hrsg.): Bildprogramme, Auftraggeber, Werkstätten (= Deutsche Glasmalerei des Mittelalters 2). Deutscher Verlag für Kunstwissenschaft, Berlin 1992, S. 11–42.
- Das Wurzel-Jesse-Fenster von St. Patrokli in Soest. In: Soester Zeitschrift 114 (2002), S. 4–17.
- Die Prophetenscheiben aus Lohne bei Soest. In: Westfalen 85/86 (2010), S. 47–67.